# 总主教宫 (塞维利亚)
总主教宫（西班牙語：Palacio Arzobispal）是西班牙塞维利亚的一座历史建筑，是总主教以及许多贵族和军事领袖的住所。它位于塞维利亚的南部，塞维利亚主教座堂东南侧的圣十字区。西班牙巴洛克建筑风格。1969年列为国家古迹。

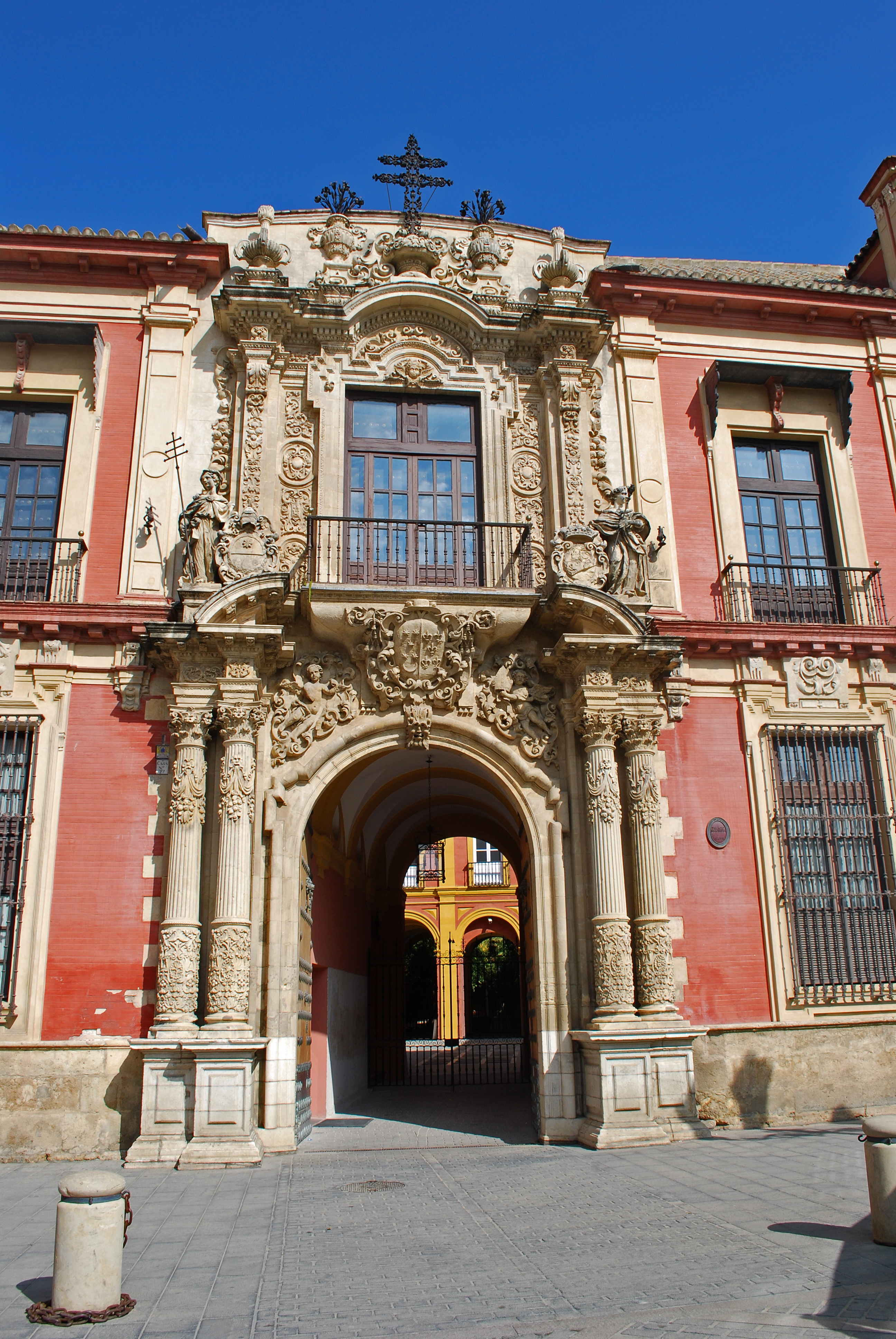
立面

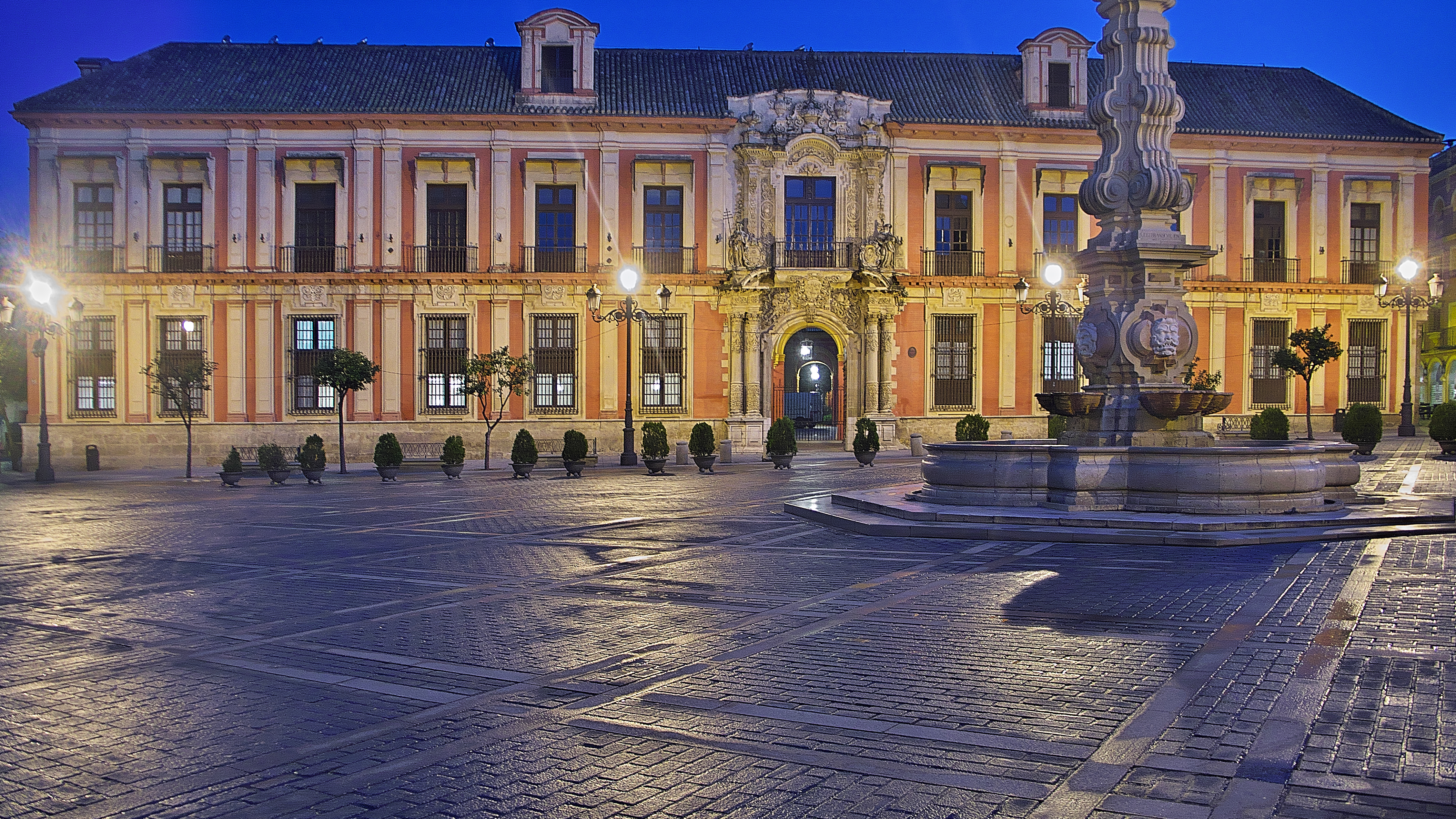